# HD 151441
HD 151441，又名CP-65 3365，SAO 253717、HR 6233，是一颗恒星，视星等为6.13，位于銀經324.72，銀緯-13.28，其B1900.0坐标为赤經16h 42m 10.7s，赤緯-65° -13.28′ 3″。